# Ritratto di Alessandro Magno

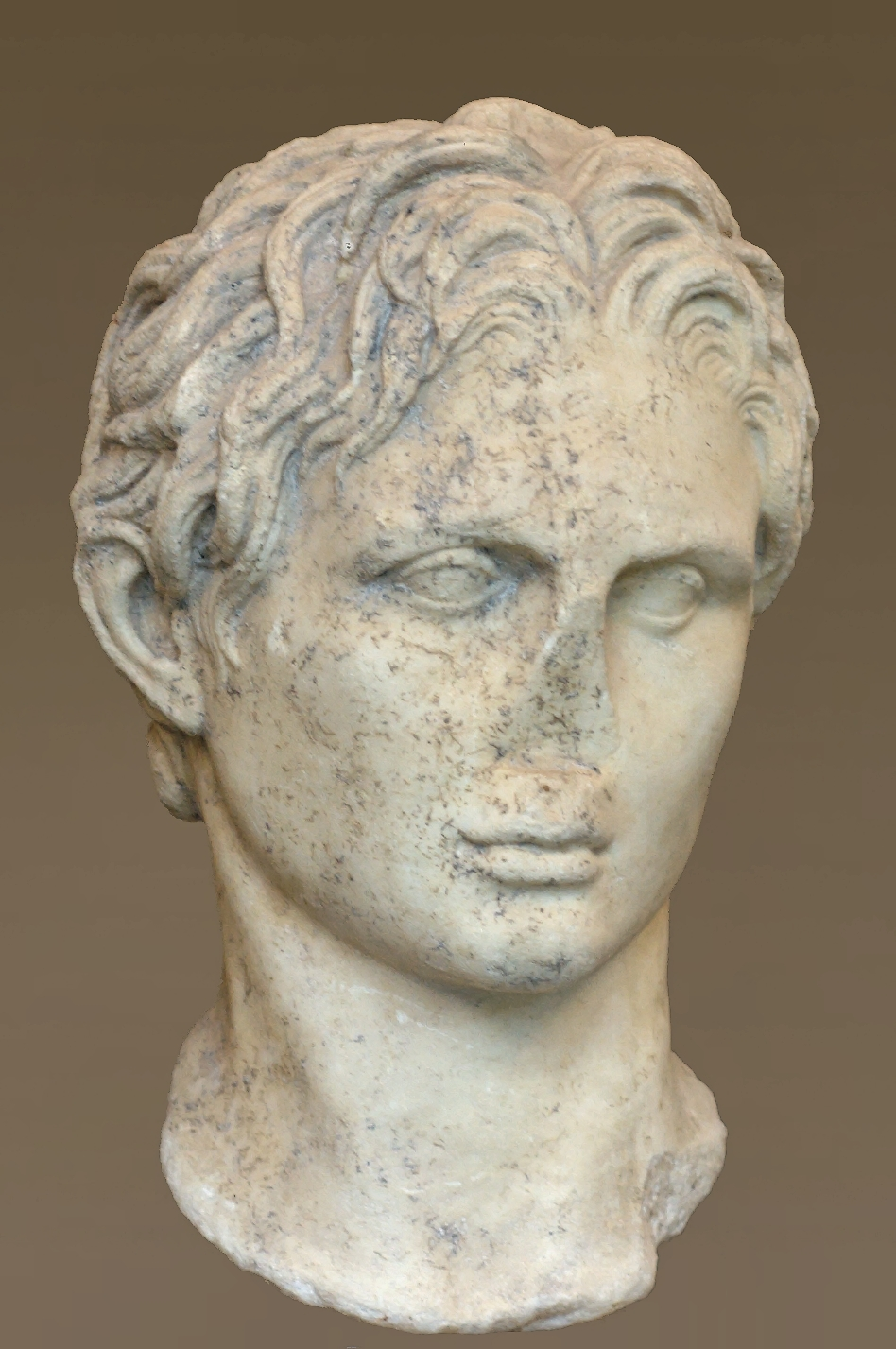
Lisippo, Ritratto di Alessandro Magno

Il ritratto di Alessandro Magno di Lisippo, noto a noi grazie a numerose copie, come quella della Gliptoteca di Monaco di Baviera, del Louvre, del museo dell'Acropoli di Atene, Museo archeologico di Istanbul, è uno dei capolavori del ritratto ellenistico e un modello copiatissimo per i futuri ritratti di sovrani e regnanti, sia in epoca ellenistica che romana e oltre.
La grande personalità di Lisippo e le mutate condizioni sociali e culturali fecero sì che venissero superate le ultime riluttanze dell'arte greca verso il ritratto fisiognomico e si arrivasse a rappresentazioni fedeli dei tratti somatici e del contenuto spirituale degli individui. 
Nel realizzare il ritratto di Alessandro Magno trasformò il difetto fisico che obbligava il condottiero, secondo le fonti, a tenere la testa sensibilmente reclinata su una spalla in un atteggiamento verso l'alto che sembra alludere a un certo rapimento celeste, "un muto colloquio con la divinità". Le folte ciocche sono trattate con naturalezza con un doppio ciuffo sulla fronte e la superficie levigata è trattata con sapienti passaggi, ma sufficientemente mossi per evitare uno sgradevole appiattimento.
Questa opera fu alla base del ritratto del sovrano "ispirato", che ebbe una duratura influenza nei ritratti ufficiali ben oltre l'età ellenistica.

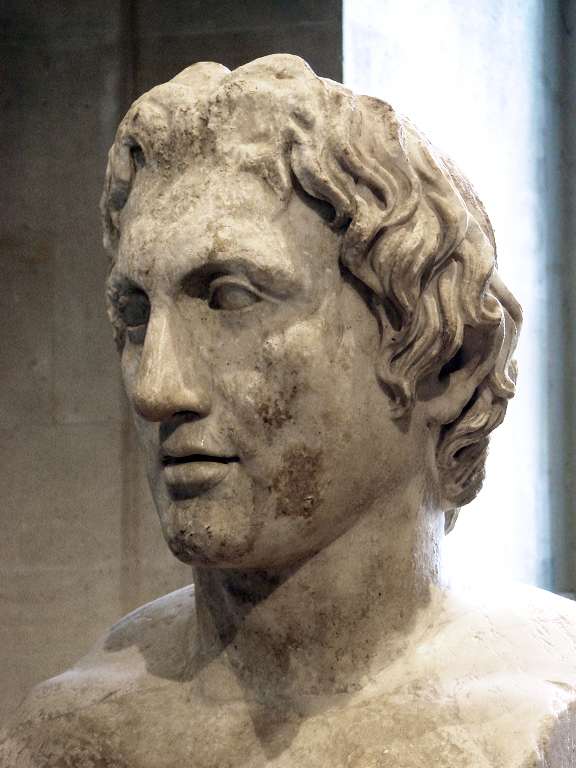
La versione del Louvre